# Business Standard
O Business Standard é um dos maiores jornais de edição diária do idioma inglês indiano publicado pela Business Standard Ltd (BSL) em dois idiomas, inglês e hindi. Fundado em 1975, o jornal faz uma extensa cobertura na economia indiana, infraestrutura, negócios e comércio internacional, mercados de ações e moedas, governança corporativa, além de uma série de outras notícias, opiniões e insights financeiros.
A principal edição em inglês vem de 12 centros regionais, Mumbai, Nova Délhi, Calcutá, Bengaluru, Coimbatore, Chennai, Ahmedabad, Hyderabad, Chandigarh, Pune, Lucknow, Bhubaneswar e Kochi—e alcança leitores em mais de 1.000 vilas e cidades Índia.
O jornal permaneceu por anos, o segundo maior negócio da Índia diariamente em termos de circulação, até 2017, quando seu ranking caiu. Em janeiro de 2019, a Indian Readership Survey considerou a terceira maior notícia financeira vendida diariamente (pelo total de leitores de 505.000) e a quarta maior (em média, o número de leitores de 107.000).

## Editor
O notável editor financeiro TN Ninan foi o editor de 1993 a 2009, quando assumiu o cargo de editor do The Economic Times. Em janeiro de 2010, Ninan tornou-se presidente e diretor editorial da BSL e foi sucedido como editor do Business Standard pelo Dr. Sanjaya Baru. Baru era o consultor de mídia do Primeiro Ministro Manmohan Singh . O jornalista e editor veterano Ashok K Bhattacharya assumiu o cargo depois que Baru deixou de ingressar em um think tank baseado no Reino Unido em 2011. O editor atual é o jornalista sênior Shyamal Majumdar.

## Funcionários
Atualmente, mais de 200 jornalistas de negócios estão empregados na publicação. Os escritórios com as maiores agências estão em Delhi, que abrange principalmente notícias sobre políticas e Mumbai, principalmente dedicada a notícias corporativas e financeiras. No entanto, outros escritórios com agências de relatórios estão presentes em todo o país, incluindo Kolkata, Bangalore, Ahmedabad. O jornal tem repórteres em outras grandes cidades como Chennai, Bhubaneswar, Lucknow e Chandigarh.
Contribuintes regulares do trabalho incluem:
- Bimal Jalan, ex-governador do Banco Central da Índia
- Subir Gokarn ex-vice-governador do Reserve Bank of India
- Shankar Acharya, ex-conselheiro econômico chefe do governo da Índia
- Deepak Lal, professor de economia, UCLA
- Suman Bery, diretor-geral, Conselho Nacional de Pesquisa Econômica Aplicada
- Abheek Barua, economista-chefe do Banco HDFC
- Nitin Desai, ex-conselheiro-chefe de economia e ex-subsecretário-geral das Nações Unidas
- Surjit Bhalla, presidente da OXUS
- Arvind Subramanian, consultor-chefe de economia do Governo da Índia (2015-2018), professor do Instituto Peterson de Economia Internacional
- M. Govinda Rao, diretora do Instituto Nacional de Finanças Públicas e Políticas
- AV Rajwade, consultor de câmbio
- Arvind Singhal, presidente da Technopak Advisors.